# A Grande Onda de Kanagawa
A Grande Onda de Kanagawa (japonês: 神奈川沖浪裏, Hepburn: Kanagawa oki nami ura, lit. "Sob a Onda de Kanagawa"), mais conhecida simplesmente como A Onda é uma famosa xilogravura do mestre japonês Hokusai, especialista em ukiyo-e. Foi publicada em 1830 ou 1831 (no período Edo) como a primeira pintura na série Trinta e seis vistas do monte Fuji, sendo a obra mais conhecida do artista. Nesta gravura observa-se uma enorme onda que ameaça um barco de pescadores, na província de Kanagawa, estando o monte Fuji visível ao fundo. Apesar da sua dimensão, esta onda pode não retratar um tsunami, mas uma onda normal criada pelo efeito do vento e das marés. Como os outros trabalhos da série, é retratada uma área em redor do monte Fuji, sob circunstâncias bem definidas.
Esta xilogravura é a obra mais conhecida de Hokusai, além de ser a xilogravura mais famosa do seu gênero bem como uma das imagens mais conhecidas no mundo. Do molde usado foram realizados vários milhares de cópias, muitas das quais chegaram às mãos de colecionadores europeus. A partir da década de 1870, a xilogravura tornou-se popular entre artistas e colecionadores franceses.
Vários museus conservam exemplares da obra, como o Museu Guimet, o Museu Metropolitano de Arte, o Museu Britânico ou até mesmo a Biblioteca Nacional da França, geralmente provenientes de coleções privadas do século XIX de xilogravuras japonesas.

## Contexto

### A arte doukiyo-e

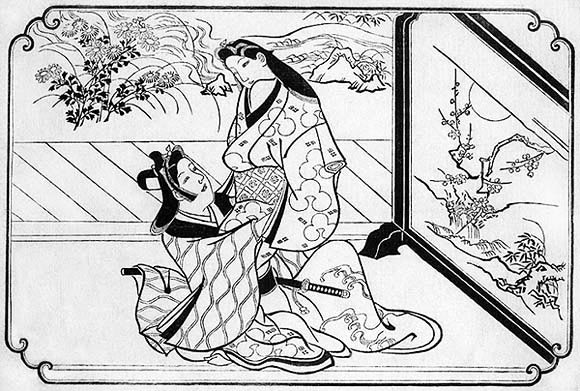
Xilogravura de Hishikawa Moronobu, um dos primeiros mestres de ukiyo-e.

O ukiyo-e (浮世絵, literalmente, "pinturas do mundo flutuante") é uma técnica de xilogravura japonesa, muito popular durante o período Edo da história do Japão. A técnica de gravura, a partir de pranchas de madeira, foi introduzida no Japão no século VIII procedente da China e foi empregue a partir desse momento nomeadamente na ilustração de textos budistas. A partir do século XVII, esta técnica foi usada para ilustrar poemas e romanceiros. Nesta época surgiu propriamente o estilo do ukiyo-e, o qual refletia a vida e interesses dos estratos mais baixos da sociedade: mercadores, artistas e ronins, que estavam desenvolvendo a sua própria arte e literatura em zonas urbanas como Edo (atual Tóquio), Osaca e Sakai, num movimento conhecido posteriormente como ukiyo, o mundo flutuante. Foi o romancista Assai Ryōi que, em 1661, definiu o movimento no seu livro Ukiyo-monogatari:
| “ | Vivendo apenas o momento, saboreando a lua, a neve, as cerejeiras em flor e as folha de bordo, cantando canções, bebendo saquê e divertindo-se simplesmente aboiando, indiferente pela perspectiva de pobreza iminente, otimista e despreocupado, como uma abóbora arrastada pela corrente do rio. | ” |

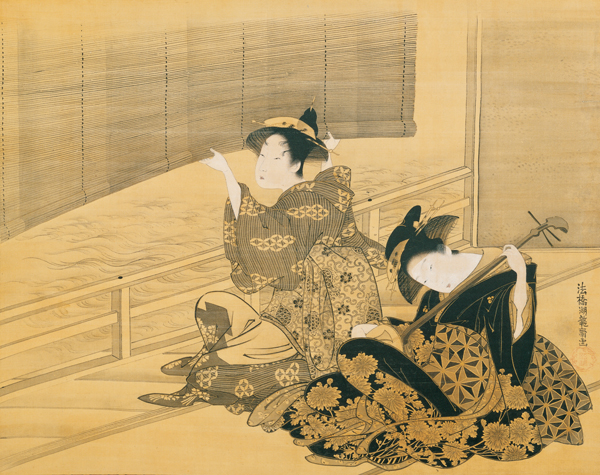
Cortesã tocando o samisém, de Issoda Koryusai, c. 1785.

Graças a movimentos como a literatura ukiyo e as gravuras, os cidadãos começaram a ter mais contato com os movimentos artísticos. Por volta da metade do século XVII, os artistas começaram a refletir o ocorrido nos distritos de prazer, o cabúqui, festivais e viagens. Estas últimas deram nascimento a guias turísticos, que descreviam o mais destacado tanto das cidades como do campo.
Por volta de 1670, surgiu o primeiro dos grandes mestres do ukiyo-e, Hishikawa Moronobu. Este artista começou a reproduzir gravuras de uma lâmina, nas quais representava flores, pássaros, figuras femininas e cenas eróticas, do tipo conhecido como shunga. Este tipo de gravuras eram realizadas a preto sobre papel branco e o artista posteriormente devia acrescentar à mão as diferentes cores. No fim do século XVIII, desenvolveram-se as técnicas necessárias para a impressão de desenhos polícromos, conhecidos como nishiki-e.

#### Método de realização

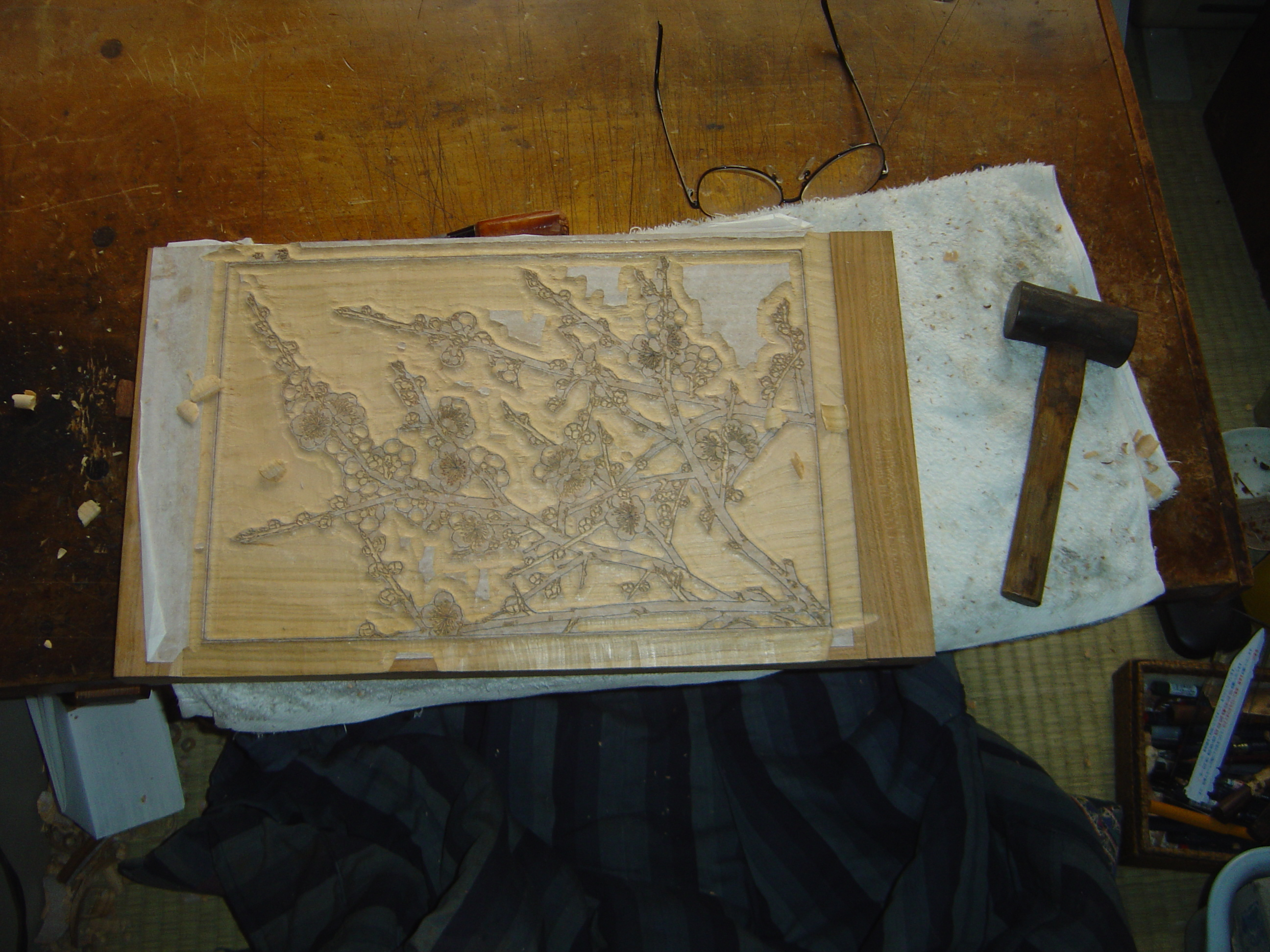
Prancha usada para imprimir xilogravuras ukiyo-e

Os desenhos de ukiyo-e, chamados em japonês nikuhitsu ukiyo-e, eram obras únicas que realizava o pintor com pincéis diretamente sobre papel ou seda. Estes desenhos permitiam ver a obra final na íntegra, embora, salvo a forma das linhas e o arranjo da cor, se perdessem durante o processo. Posteriormente, o artista, chamado eshi, levava a obra a um horishi, ou gravador, que colocava o desenho sobre um painel de madeira, geralmente de cerejeira, e eliminava tudo ao ir talhando cuidadosamente o painel para formar um relevo com as linhas do desenho. Finalmente, já com as pranchas necessárias (usualmente, era empregue uma para cada cor necessária), um surishi, ou impressor, levava a cabo o trabalho de impressão colocando o papel de xilogravura sobre as consecutivas pranchas. A impressão realizava-se esfregando uma ferramenta chamada baren sobre o dorso das lâminas. Este sistema podia produzir variações de tonalidade nas xilogravuras. De uma série de pranchas, podiam ser feitas uma grande quantidade de cópias, às vezes contadas por milhares, até as pranchas ficarem desgastadas.
Dada a natureza do processo de realização, a obra final era o resultado de um trabalho colaborativo, no qual o pintor geralmente não participava na impressão das cópias.
Apesar de não haver, no Japão, leis de propriedade intelectual antes da era Meiji (1867-1902), existia um senso de pertença e direitos a respeito das pranchas com as que se imprimiam as xilogravuras, chamadas zōhan. Quanto às pranchas, considerava-se que o hanmoto (editor) ou honya (editor que também vendia os livros) era o seu possuidor, não o artista, pelo que tinha o direito de fazer com elas o que quiser. Por vezes, as pranchas eram vendidas ou cedidas a outros editores, caso no qual as pranchas eram conhecidas como kyūhan.

### Katsushika Hokusai

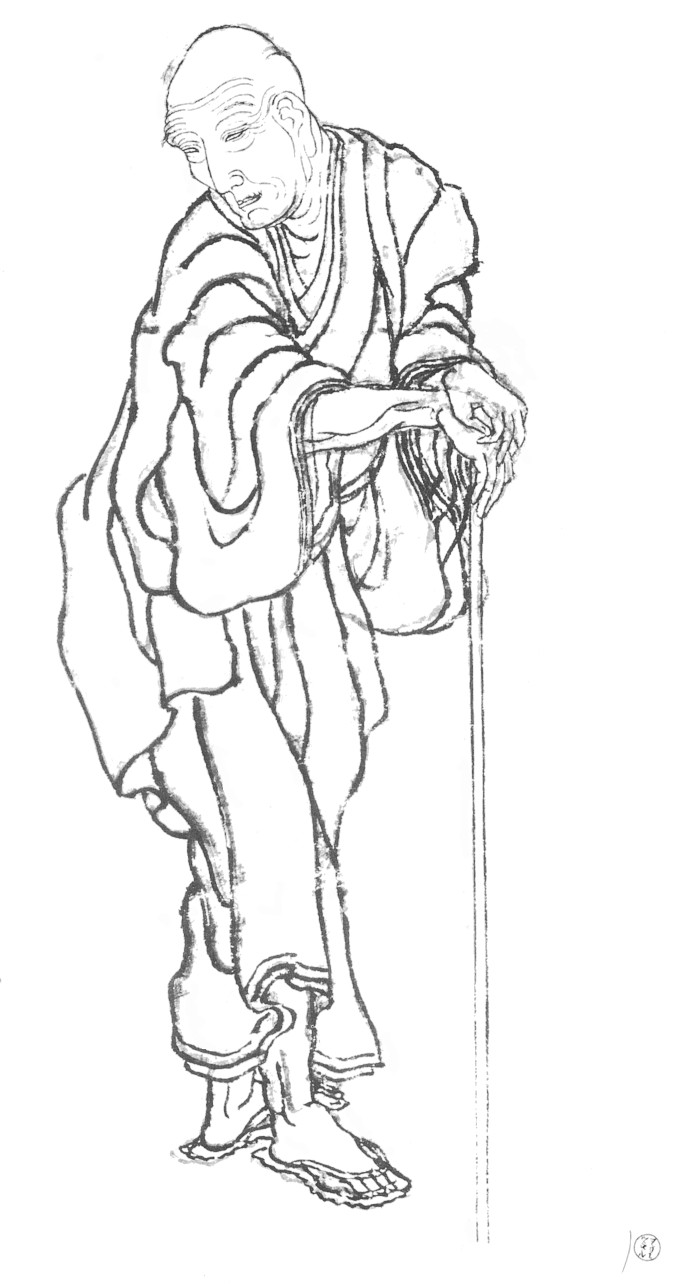
Hokusai, auto-retrato de 1839

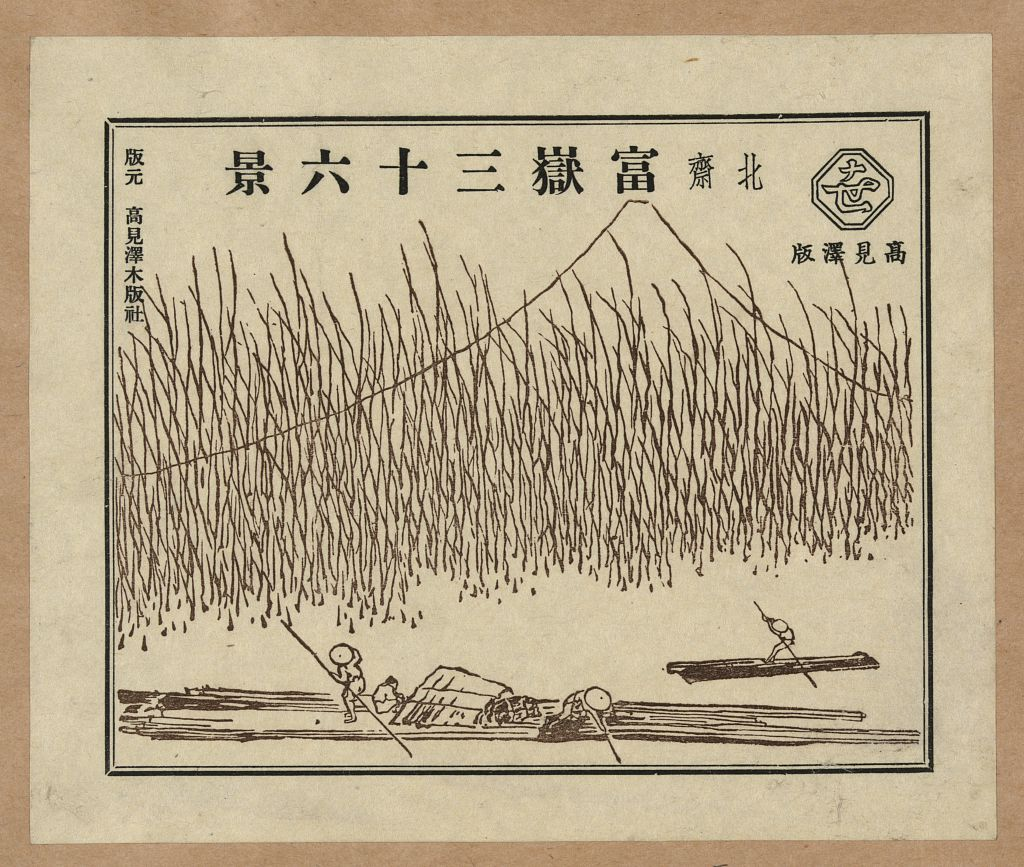
Envelope pictórico da série Trinta e seis vistas do monte Fuji.

Hokusai nasceu em 1760, em Katsushika, um distrito a leste de Edo (atual Tóquio), no Japão. Foi chamado Tokitarō, foi filho de um fazedor de espelhos do shōgun e, devido a que nunca foi reconhecido como herdeiro, é provável que a sua mãe fosse uma concubina. Hokusai começou a pintar aos 6 anos e aos 12 anos seu pai enviou-o a trabalhar em uma livraria. Aos 16 anos tornou-se aprendiz de gravador, atividade que desenvolveu durante 3 anos, ao mesmo tempo em que começou a fazer as suas próprias ilustrações. Aos 18 anos foi aceito como aprendiz do artista Katsukawa Shunshō, um dos maiores artistas de ukiyo-e do seu tempo. Após 1 ano com o seu mestre, este deu-lhe o nome de Shunrō, passando então a utilizá-lo na assinatura dos seus primeiros trabalhos no mesmo ano de 1779.
Shunshō faleceu em 1793, pelo qual Hokusai se dedicou a estudar pela sua conta diferentes estilos japoneses e chineses, bem como algumas pinturas neerlandesas e francesas. Durante esta etapa da sua vida dedicou-se nomeadamente a desenhar surimono, ou cartões de ano novo e comerciais, cenas da vida diária e paisagens. Em 1800, ele publicou Vistas famosas da capital do leste e Oito vistas de Edo, além de começar a aceitar discípulos. Foi durante este período que começou a usar o nome de Hokusai. Durante a sua vida, ele chegou a usar mais de 30 pseudônimos diferentes.
Em 1804, ele adquiriu grande fama como artista quando, durante um festival em Tóquio, realizou um desenho de 240 metros quadrados de um monge budista chamado Daruma. A sua fama levou-o a apresentar-se pouco depois com o shōgun Tokugawa Ienari num concurso de talento, no qual competiu contra um artista em estilo tradicional chinês, ao qual venceu. Cerca de 3 anos depois, começou a ilustrar três livros do romancista Takizawa Bakin, com o que teve grandes diferenças. Em 1812, devido à sua precária situação econômica, publicou Lições rápidas de desenho simplificado e começou a viajar a Nagoya e Kioto, visando conseguir mais alunos. Em 1814, publicou o primeiro de quinze volumes de sketches, chamados manga, nos quais desenhava pessoas, animais e a Buda, entre outras coisas. Durante os últimos anos da década de 1820, publicou a sua famosa série Trinta e seis vistas do monte Fuji e foi tão popular que posteriormente teve de acrescentar dez xilogravuras mais.
Obras posteriores incluem Vistas de pontes famosas, Famosas cataratas em várias províncias e Cem vistas do Fuji. Em 1839, enquanto o seu trabalho começava a ser eclipsado pelo de Andō Hiroshige, o seu estudo ardeu, destruindo a maioria das suas obras. Faleceu com 89 anos, em 1849.
Diz-se que anos antes de falecer assegurou:
| “ | Com cinco anos de idade tinha a mania de fazer traços das coisas. Com cinquenta de idade tinha produzido um grande número de desenhos, contudo, nenhum tinha um verdadeiro mérito até os 70 anos. Aos 73 finalmente aprendi algo sobre a qualidade verdadeira das coisas, pássaros, animais, insetos, peixes, as ervas ou as árvores. Portanto, com oitenta anos de idade terei feito um certo progresso, aos 90 terei penetrado no significado mais profundo das coisas, aos 100 terei feito realmente maravilhas e aos 110, cada ponto, cada linha, possuirá vida própria. | ” |

## Imagem

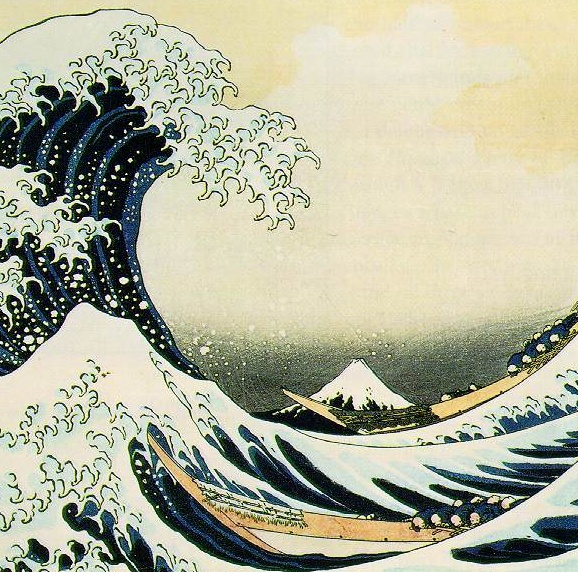
Pormenor do centro da imagem. Ao fundo observa-se o Fuji em cor azul e com o cume nevado

### Descrição
Esta impressão é do tipo ukiyo-e, ou seja, em forma de paisagem e foi realizada com um tamanho ōban, de 25 cm de altura por 37 cm de largura. A paisagem é composta de três elementos: o mar agitado por uma tormenta, três barcos e uma montanha, imagem que se complementa com a assinatura, claramente visível na parte superior esquerda.

#### A montanha
A montanha ao fundo é o Monte Fuji, cujo cume nevado é evidente. O Fuji é a figura central da obra de meisho-e (representação de lugares famosos) Trinta e seis vistas do monte Fuji, que retrata o monte visto de diferentes ângulos. Cabe destacar-se que no Japão esta montanha foi considerada sagrada e símbolo de identidade nacional, além de a sua imagem ter sido usada na arte nacional devido a que é considerado como um símbolo de beleza.
A cor obscura em redor do Fuji parece indicar que a pintura tem lugar pela manhã cedo, com o sol saindo, o qual começa a iluminar o seu cume nevado. Entre a montanha e o espectador, encontram-se cumulonimbus: embora indiquem tormenta, não chove nem no Fuji nem na cena principal.

#### Barcos
A cena mostra três oshiokuri-bune, barcaças rápidas usadas para transportar o peixe vivo das penínsulas de Izu e Bōsō até os mercados da baía de Edo. Como o indica o nome da obra, os barcos encontram-se na prefeitura de Kanagawa, com Tóquio a norte, o relevo do Fuji a noroeste, a baía de Sagami a sul e a baía de Tóquio a leste. Os barcos, com orientação a sudoeste, regressam da capital.
Há oito remadores por embarcação, que se aferram aos seus remos. Há dois passageiros mais na frente de cada barco, pelo qual na imagem há um total de trinta homens. A referência aos barcos dá uma aproximação do tamanho da onda: os oshiokuri-bune tinham geralmente entre 12 e 15 m de longo. Se se levar em conta que Hokusai reduziu a escala vertical em cerca de 30%, chega-se à conclusão de que a onda tem entre 10 e 12 m de altura.

#### O mar e as suas ondas

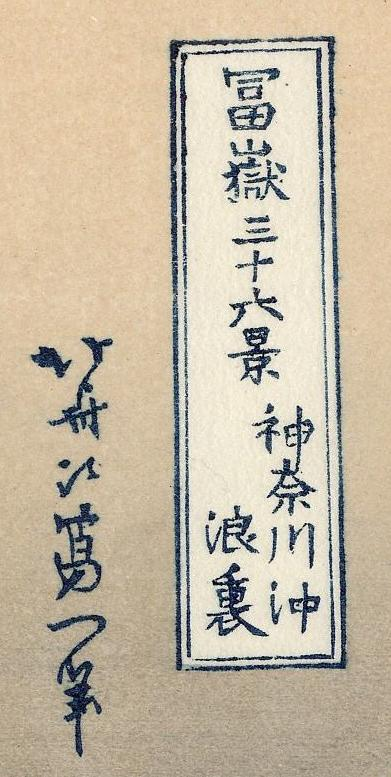
Assinatura de Hokusai

O mar é o elemento dominante da composição, baseada na forma de uma onda, a qual se estende e domina toda a cena antes de cair. Neste momento, a onda faz uma espiral perfeita cujo centro passa pelo centro do desenho, dando a possibilidade de ver o Monte Fuji ao fundo.
Edmond de Goncourt descreveu assim a onda:
| “ | O desenho da onda é uma espécie de versão divinizada do mar feita por um pintor que viveu o terror religioso do oceano estonteante rodeando por completo o seu país; impressioa pela súbita fúria do seu salto através do céu, pelo azul profundo do lado interno da sua curvatura, pelo salpicar da sua crista que espalha um orvalho de pequenas gotas em forma de garras de animais. | ” |

Andreas Ramos, escritor, comenta:
| “ | (...)uma paisagem marinho com o Fuji. As ondas formam um quadro através do qual vemos o monte. A gigantesca onda é um grande yang para o ying de espaço vazio baixo dela. O inevitável estouro d'água que aguardamos imprime tensão à pintura. Ao fundo, uma pequena onda em pico, que forma um monte Fuji em miniatura, é refletida a centenas de milhas de distância pelo enorme monte Fuji original, encolhido em perspectiva. A ondinha é maior que a montanha. Os pequenos pescadores de seguram as suas delgadas barcas, deslizam-se sobre um monte submarinho visando esquivar a onda. A violência yang da natureza é vencida pelo ying da confiança destes experientes pescadores. Estranhamente, apesar de haver uma tormenta, o sol brilha no alto. | ” |

#### Assinatura
A grande onda de Kanagawa conta com duas inscrições. A primeira, o título da série, está escrita na parte superior esquerda dentro de um quadro retangular, no que se pode ler: "冨岳三十六景/神奈川冲/浪里" Fugaku Sanjūrokkei / Kanagawa oki / nami ura, que significa "Trinta e seis vistas do monte Fuji / em alto-mar em Kanagawa / Sob a onda". A segunda inscrição está à esquerda do quadro e nela encontra-se a assinatura do artista: 北斎改为一笔 Hokusai aratame Iitsu hitsu que se lê como "(pintura) da broxa de Hokusai, o qual mudou o seu nome para Iitsu".
Hokusai, dada a sua origem humilde, não tinha sobrenome, e a sua primeira alcunha, Katsuchika, tomou-a da região da qual provinha. Ao longo da sua carreira chegou a usar mais de 30 nomes diferentes e nunca iniciou um novo ciclo de trabalho sem o cambiar, deixando então o seu nome aos seus estudantes.
Na sua obra Trinta e seis vistas do monte Fuji usou quatro assinaturas diferentes, todas em função às diferentes fases do seu trabalho: Hokusai aratame litsu hitsu, zen Hokusai litsu hitsu, Hokusai litsu hitsu e zen saki no Hokusai litsu hitsu.

### Concepção da obra
Durante a etapa de composição da obra, Hokusai encontrava-se num momento de muitas dificuldades. Em 1826 tinha sérios problemas econômicos, em 1827 aparentemente teve um forte problema de saúde - provavelmente um infarto - ao ano seguinte faleceu a sua esposa e em 1829 teve de resgatar o seu neto de problemas econômicos, situação que o levou à pobreza. Apesar de em 1830 enviar seu neto ao campo com seu pai - filho adotivo de Hokusai -, as repercussões financeiras continuaram por vários anos, período durante o qual esteve trabalhando na série Trinta e seis vistas do monte Fuji. É talvez por estes problemas que o objetivo da série parece ser o de contrastar o sagrado monte Fuji com a vida secular.
Hokusai chegou ao desenho final somente após vários anos de trabalho e de realizar outros desenhos. Existem dois trabalhos similares, que datam de uns 30 anos antes da publicação da grande onda, que podem ser considerado como os precursores. Trata-se de Kanagawa-oki Honmoku no zu e Oshiokuri Hato Tsusen no Zu, ambos os trabalhos com uma temática idêntica ao da grande onda: no primeiro caso um barco de vela, no segundo um de remos, ambos no meio de uma tormenta e na base de uma grande onda que ameaça com devorá-los. O estudo das diferenças entre as duas obras precursoras e a final é útil para analisar a evolução artística e técnica de Hokusai:
- Nos primeiros desenhos as ondas parecem estar feitas de um material denso e uniforme, quase parecem minerais. A sua rigidez e verticalidade evoca mais a forma de uma montanha nevada, enquanto na grande onda luze mais ativa, dinâmica e agressiva, o qual dá a sensação de ameaça.
- As primeiras impressões estão muito pontuadas pela perspectiva usada tradicionalmente na pintura japonesa, na qual o espectador vê o panorama de uma perspectiva de olho de pássaro. A grande onda, pelo contrário, tem um emprego da perspectiva mais ocidental, no qual o espectador tem a sensação de ser esmagado.
- Nas primeiras xilogravuras no fundo pode-se observar o horizonte, enquanto nesta última obra o horizonte se encontra num ponto tão baixo que nos obriga a ir ao centro mesmo da ação.
- Nos primeiras gravuras um barco de vela encontra-se na crista da onda, como se conseguisse escapar. Hokusai eliminou esse elemento na grande onda, quer porque interferisse com a dinâmica da curva quer para dar mais drama à impressão.
- As duas primeiras impressões contam com uma composição díspar, carecendo de consistência. A grande onda, pela sua vez, conta com apenas duas grandes massas visuais: a onda própria e o ponto de fuga criado sob a onda, como o seu nome indica, "sob a onda".
- A onda mostra o controle do desenho que Hokusai atingira. A imagem, embora simples no seu desenho como é apresentada ao observador, porém, é o resultado de um longo processo, de uma reflexão metódica. As bases deste método ficaram assentadas por Hokusai na sua obra de 1812 Lições rápidas de desenho simplificado, na qual explica que tudo objeto pode ser desenhado mediante a relação do círculo e do quadrado.

| “ | O livro consiste em mostrar a técnica de desenho usando unicamente uma regra e um compasso (...) Este método começa com uma linha e a proporção obtida mais naturalmente. | ” |

No prefácio do livro ademais escreve:
| “ | Todas as formas têm as suas próprias dimensões que devemos respeitar (...) Não se deve esquecer que tais coisas pertencem a um universo do qual não devemos romper a sua harmonia. | ” |

Alguns anos depois Hokusai voltou a recorrer à imagem da grande onda, isto quando realizou a obra Kaijo no Fuji, por ocasião do segundo volume de Cem vistas do Fuji. Em tal xilogravura, pode-se encontrar a mesma relação entre a onda e o vulcão, bem como o mesmo estouro de espuma. Nesta última imagem, já não há nem seres humanos nem barcos e os fragmentos da onda coincidem com o voo de algumas aves. Enquanto em A grande onda a viagem desta é contrária à leitura em japonês —de direita a esquerda—, em Kaijo no Fuji tanto a onda quanto as aves avançam harmoniosamente.

### Expressão do artista

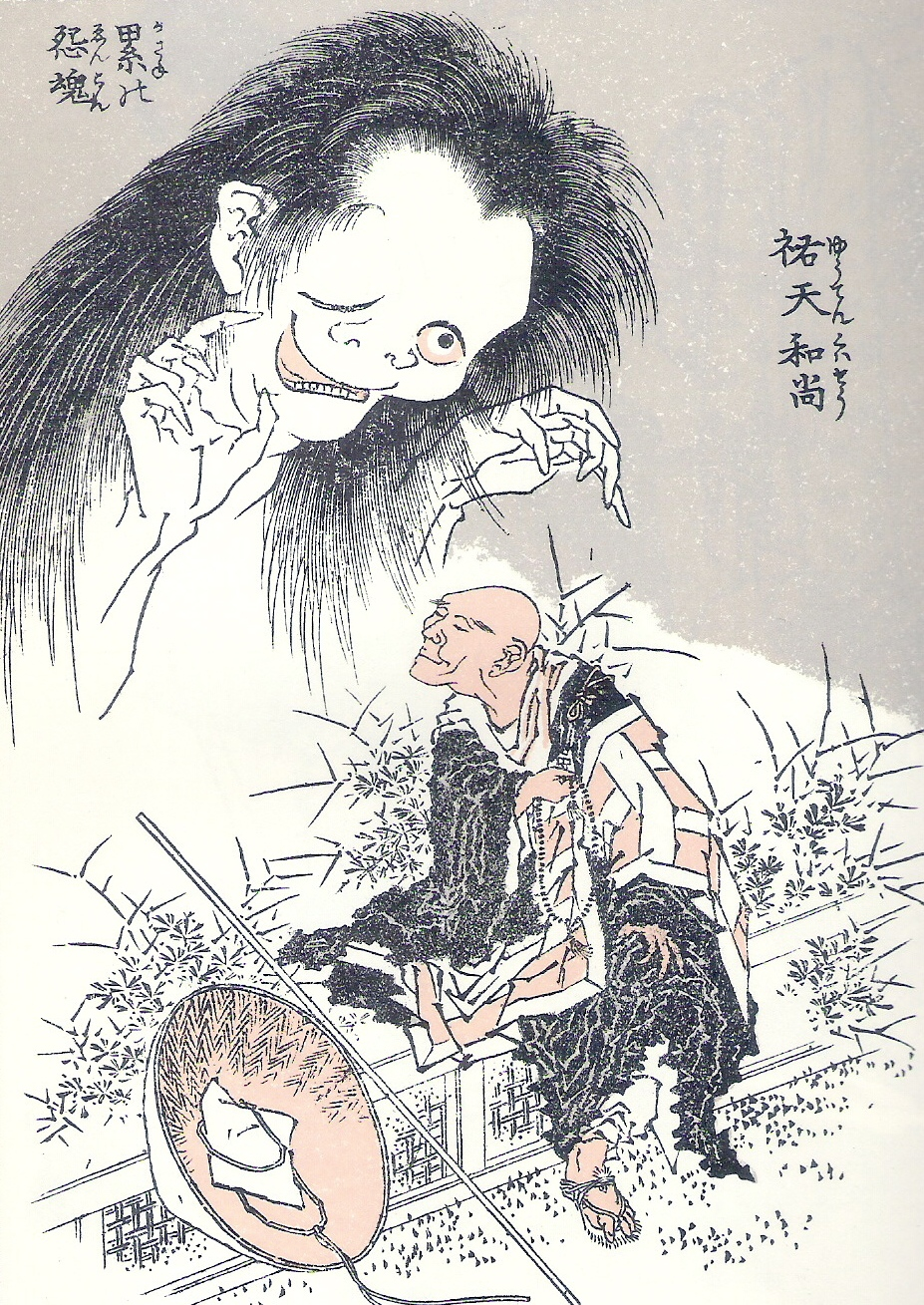
Desenho dentro do Hokusai manga, no qual um fantasma ameaça um homem do mesmo jeito que a onda ameaça os pescadores.

Na obra Hokusai reúne e ensambla diversos temas que aprecia particularmente. O monte Fuji é representado como um ponto azul com branco, que lembra a onda do primeiro plano. A imagem é tecida a partir de curvas: a superfície da água é a ampliação das curvas do interior das ondas. As curvas da espuma da grande onda geram outras curvas que se dividem em muitas ondas pequenas que repetem a imagem da onda mãe. Esta decomposição em fractais pode ser considerada como uma representação do infinito. Os rostos dos pescadores são manchas brancas que fazem eco das gotas de espuma que se projetam da onda.
De um enfoque puramente subjetivo, a onda geralmente é descrita como a produzida por um tsunami ou uma onda gigante, mas é também descrita como uma onda monstruosa ou fantasmagórica, como um esqueleto branco que ameaça os pescadores com as suas "garras" de espuma. Esta visão fantástica da obra recorda que Hokusai era mestre da fantasia japonesa, como o demonstram os fantasmas que desenhou no seu Hokusai manga. De fato, um exame da onda do lado esquerdo mostra muitas mais "garras" prontas para apresar os pescadores que se encontram detrás da faixa de espuma branca. A partir de 1831 e 1832, Hokusai começou a abordar os temas sobrenaturais de um modo mais explícito na série Hyaku monogotari, "Conto de cem [fantasmas]".

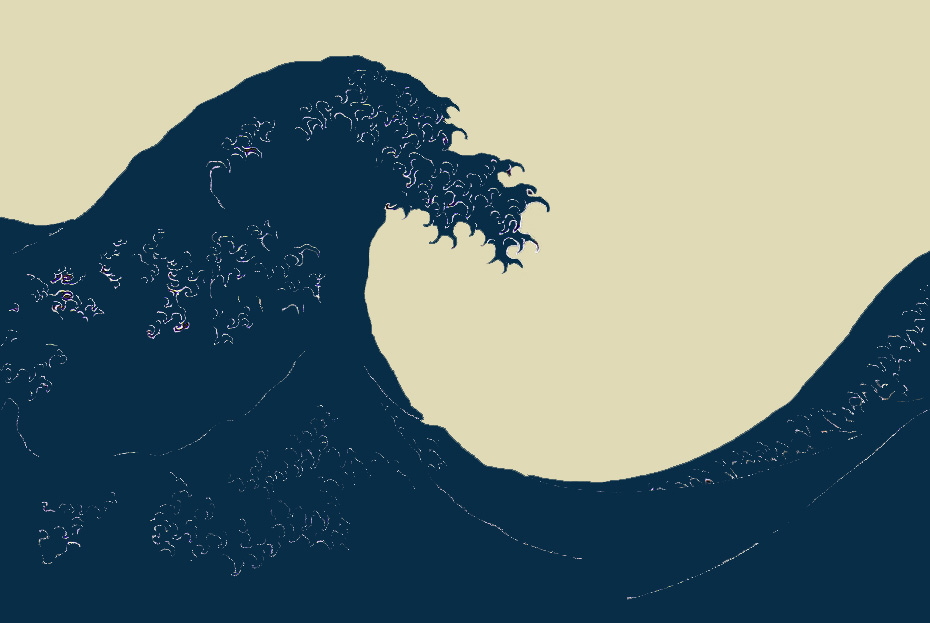
Redução da onda a duas formas simétricas entrelaçadas, que se complementam como o yin e o yang.

Esta imagem é a reminiscência de muitas outras obras do artista. A silhueta da onda evoca também a de um dragão gigante, o qual é desenhado constantemente pelo autor, até mesmo no Fuji. A onda é como um fantasma da morte trepado para os marinhos condenados, que estende as suas múltiplas pregas como os tentáculos de um polvo, animal que Hokusai usa continuamente nos seus desenhos eróticos.
Destaca-se ademais o trabalho de profundidade e perspectiva (uki-e), com o marcado contraste entre o fundo e o primeiro plano. As duas grandes massas ocupam o espaço visual, a violência da grande onda é contraposta com a serenidade do fundo vazio, o qual recorda o símbolo do yin e yang. O homem, impotente, luta entre os dois, o que pode constituir uma referência ao taoísmo, mas também ao budismo —as coisas feitas pelo homem são efêmeras, representado pelos barcos arrastados pela onda gigante— e o sintoísmo, onde a natureza é onipotente.
A oposição do ying e o yang é refletida também no nível de cores: o azul da Prússia opõe-se ao cor complementar usado no fundo: um tom entre rosa e amarelo. A simetria na imagem é quase perfeita, tanto em formas quanto em tonalidades.

### Sentido da leitura

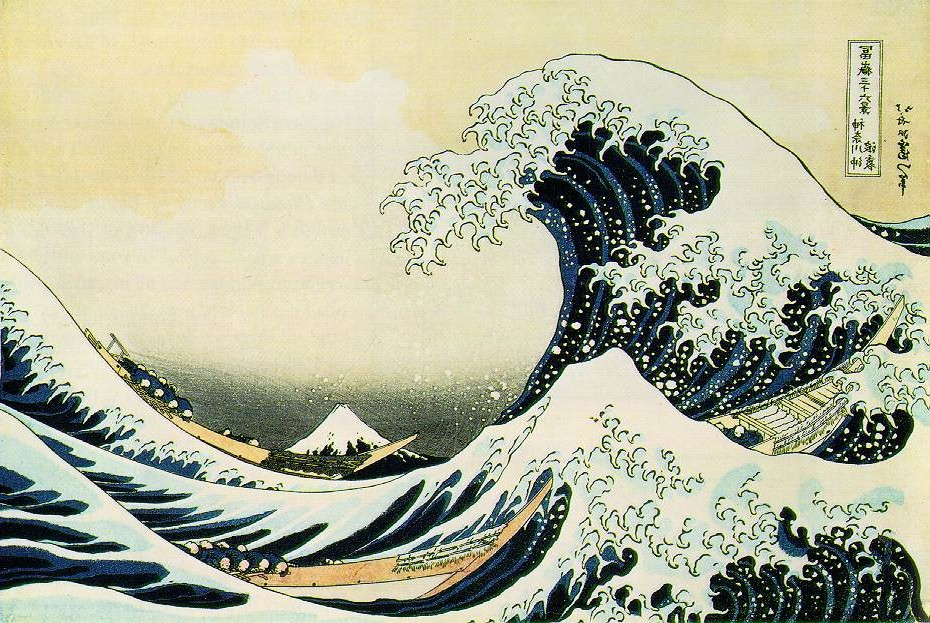
Imagem invertida, que facilitaria a apreciação do jeito que o faria normalmente um japonês

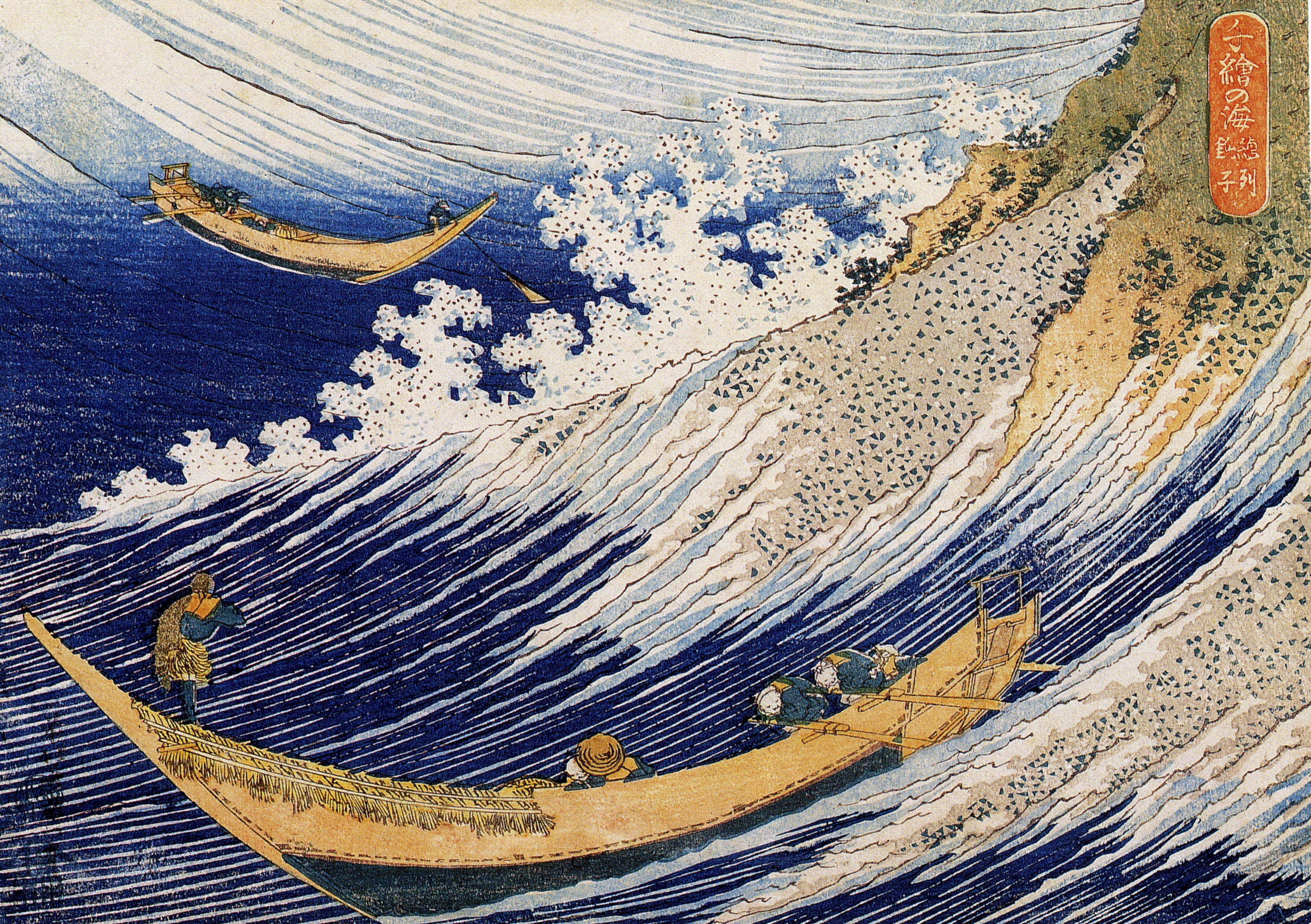
Sōshū Chōshi, de Hokusai, 1832-1834

Se bem que a língua japonesa é lida verticalmente, é importante salientar que é lida da direita para a esquerda. Esta diferença causa que a primeira impressão do quadro de um japonês não ser a mesma que para um ocidental. Para um ocidental, a imagem pode dar a impressão dos pescadores se dirigirem para o lado direito, ou seja, provenientes da península de Izu. Os pescadores são apanhados pela onda ou talvez tentam fugir dela. Para o observador japonês, os barcos procedem da direita da imagem, dirigindo-se para a esquerda, isto é, em sentido contrário à onda.
Os pescadores estão frente às costas de Kanagawa regressando de Edo, seguramente após ter vendido o peixe. Em lugar de fugirem da onda têm de seguir por essa rota e encará-la com toda a sua violência. Da perspectiva de um japonês, de direita a esquerda, a imagem é mais forte, tornando a ameaça da onda mais evidente.
Analisando os barcos na imagem, especialmente o da parte superior, pode-se observar que a proa, delgada e afiada, é orientada para a esquerda, pelo qual a interpretação "japonesa" é a "correta". O aspecto dos barcos pode ser também analisado em outra das xilogravuras de Hokusai, Sōshū Chōshi da série Chie no umi, "Mil imagens do oceano", no qual o barco sai contracorrente, a qual vai esta vez com direção para a direita, como o mostra a estela da água.

### Influência ocidental na obra

#### A perspectiva

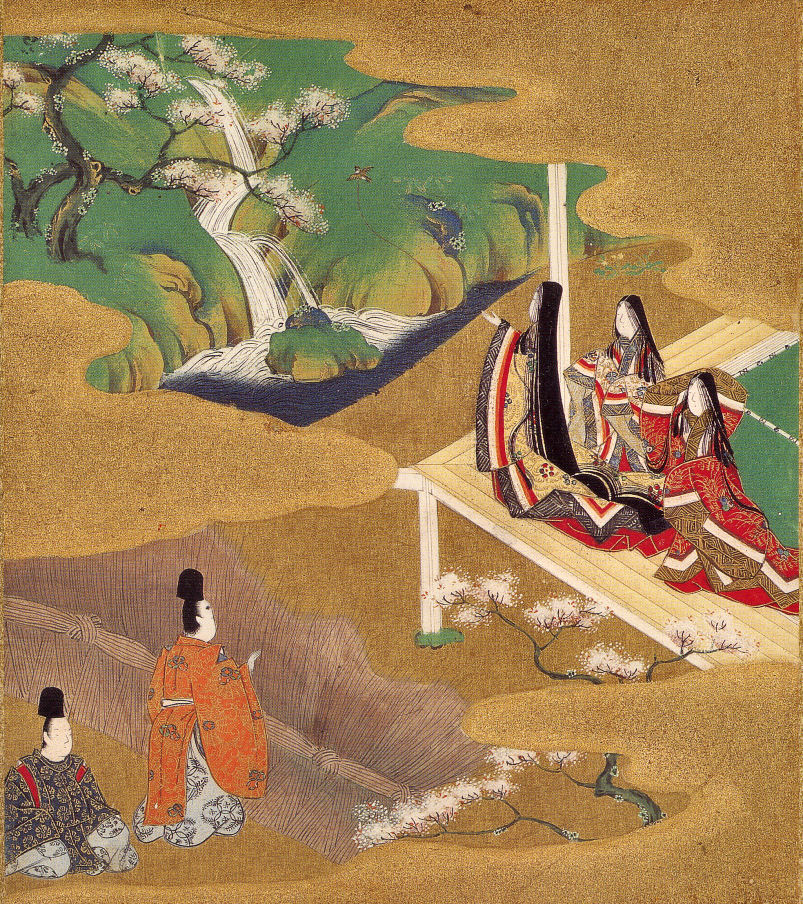
Desenho tradicional japonês, ilustração do Genji monogatari de Tosa Mitsuoki, século XVII.

Na pintura tradicional japonesa e na do Extremo Oriente em geral, os objetos não eram desenhados em perspectiva, senão, assim como no antigo Egito, o tamanho dos objetos ou das personagens não depende nem da sua proximidade nem da sua distância, mas da importância do sujeito dentro do contexto. Em uma paisagem na qual as personagens aparecem com maiores dimensões, pode-se entender que são o verdadeiro sujeito da imagem, enquanto árvores e montanhas circundantes são reduzidos, isto com a intenção de que não açambarquem a atenção das personagens principais. O conceito de linha de fuga não existia.
A perspectiva, usada nas pinturas ocidentais a partir dos trabalhos de Paolo Uccello e Piero della Francesca, chegou ao Japão no século XVIII através de gravuras trazidas pelos comerciantes ocidentais (especialmente holandeses) que desembarcavam a Nagasaki. As primeiras tentativas de copiar o uso da perspectiva ocidental foram levados a cabo por Okumura Masanobu e especialmente por Utagawa Toyoharu, quem até mesmo por volta de 1750 realizou algumas gravuras nas quais representava em perspectiva os canais de Veneza ou as ruínas da antiga Roma. Graças à obra de Toyoharu, a xilogravura japonesa de paisagens veio sumamente influenciada, evoluindo com os trabalhos de Hiroshige —estudante indireto de Toyoharu através de Toyohiro— e de Hokusai. Hokusai familiarizou-se com a perspectiva ocidental desde a década de 1790 mediante as pesquisas de Shiba Kōkan, de cujo ensino se beneficiou. Entre 1805 e 1810 publicou uma série intitulada Espelho de imagens holandesas - Oito vistas de Edo.
Sem dúvida A grande onda não seria tão bem-sucedida no Ocidente se o público não tivesse a sensação de familiaridade com a obra. Até certo ponto, trata-se de uma obra ocidental vista por um japonês. Richard Lane assegura:
| “ | Os ocidentais ao estarem pela primeira vez frente da presença de obras japonesas, ver-se-ão tentados a escolher dentre estes dois artistas [Hokusai e Hiroshige] como representante do cume da arte japonesa, sem se dar conta de que o que a maioria admira é precisamente este parentesco oculto com a tradição ocidental que lhes causa confusão. | ” |

#### A "revolução azul"

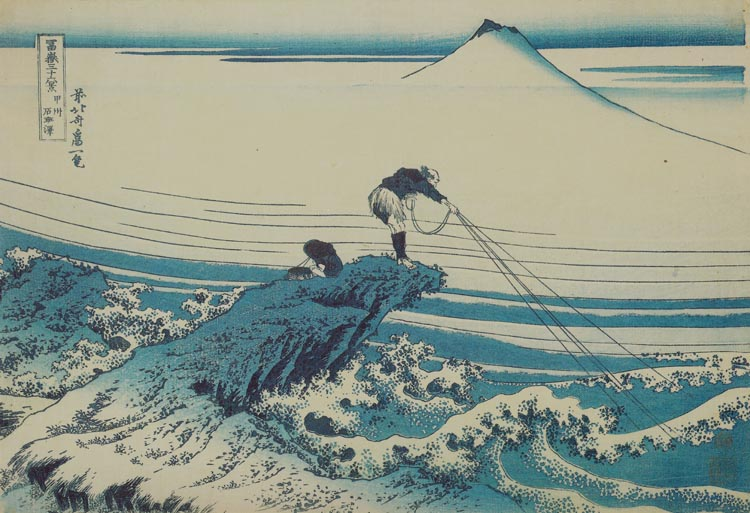
Kōshu Kajikazawa, "Kajikazawa na província de Kai", em estilo aizuri-e.

Durante a década de 1830 aconteceu uma "revolução azul" nas gravuras de Hokusai, nas quais usou muito uma cor que estava de moda, conhecido como "azul de Berlim" ou também como "azul da Prússia". Foi este tom de azul o que usou para esta obra, cor diferente do delicado e fugaz tom de azul que era usado habitualmente nos trabalhos de ukiyo-e da época, o índigo. Este azul de Berlim, berorin ai em japonês, começou a ser importado da Holanda a partir de 1820, sendo usado especialmente por Hiroshige e Hokusai a partir da sua chegada ao Japão em grandes quantidades, em 1829.
As primeiras dez gravuras da série, entre as que se encontra A grande onda, são das primeiras xilogravuras japonesas nas quais aparece o azul da Prússia, e é que é muito provável que este tom fosse sugerido ao editor em 1830. Esta inovação teve um sucesso imediato e o ano novo de 1831 o editor de Hokusai, Nishimuraya Yohachi (Eijudō), fez anúncios publicitários para apresentar a inovação. Dado o sucesso, Nishimuraya publicou ao ano seguinte as seguintes dez xilogravuras da série Trinta e seis vistas do monte Fuji, as quais apresentam uma singularidade: algumas delas estão impressas usando a técnica aizuri-e: imagens impressas exclusivamente a azul. Uma dessas xilogravuras aizuri-e é a intitulada Kōshū Kajikazawa, "Kajikazawa na província de Kai".
A publicação da série continuou até 1832 ou 1833, com um total de 46 xilogravuras, graças a dez xilogravuras supernumerárias. Estas dez xilogravuras suplementares não têm o tom azul da Prússia, mas têm os contornos a preto sumi, com tinta chinesa, como era habitual. Estas dez xilogravuras são conhecidas como ura Fuji ou "Fuji visto desde atrás".

### Influência na arte ocidental

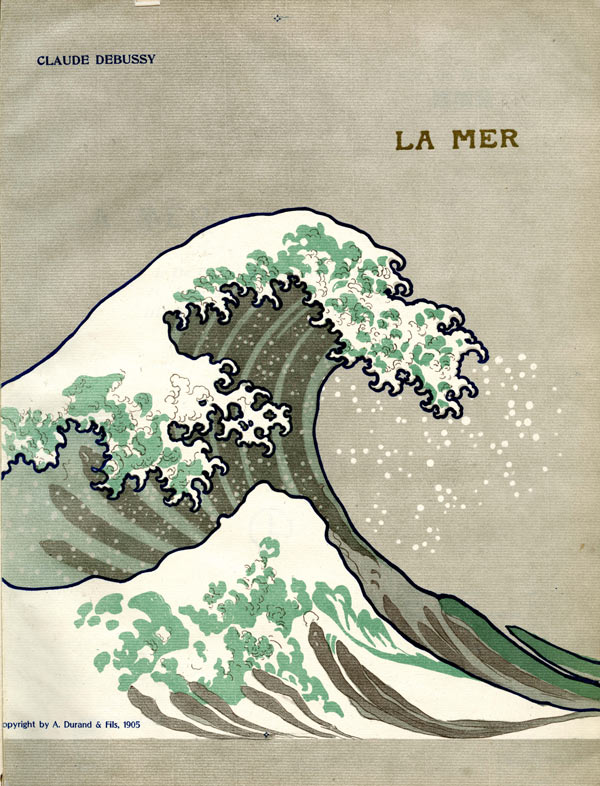
Capa original de 1905 de La Mer de Claude Debussy.

Tão somente 4 anos depois da morte de Hokusai, o comodoro Matthew C. Perry chegou à baía de Edo e obrigou o Japão a terminar com o seu período de seclusão, conhecido como sakoku, de modo que a arte japonês chegou à Europa. A visão artística do Extremo Oriente era totalmente nova e rompia com as convenções em pintura da época. Assim surgiu o japonismo. Entre os principais artistas que influíram os europeus estavam Hokusai, Hiroshige e Utamaro.
As primeiras exibições de arte japonesa decorreram na França, onde pequenos grupos de interessados -entre os que se destacam os irmãos Goncourt- exibiam as obras adquiridas em Paris.
As Trinta e seis vistas do monte Fuji foram uma importante fonte de inspiração para os artistas europeus e japoneses do século XIX. Personalidades como Vincent van Gogh, Claude Monet, Edgar Degas, Auguste Renoir, Camille Pissarro, Gustav Klimt, Giuseppe De Nittis e Mary Cassatt contaram com gravuras da série.
Considerada como a xilogravura japonesa mais famosa, A grande onda de Kanagawa influiu em grandes obras: na pintura a obras de Claude Monet, na música a La Mer de Claude Debussy e na literatura a Der Berg de Rainer Maria Rilke.
Félix Bracquemond foi um precursor do japonismo, além de ter sido o primeiro artista europeu que copiou obras japonesas. Em 1856, ele encontrou um volume do manga de Hokusai, copiando posteriormente os desenhos em cerâmica.
Posteriormente na Exposição Universal de 1867, a primeira na que Japão participou oficialmente, venderam cerca de 1.300 objetos, o que pôs de moda a arte japonesa na Europa. Esta forma artística propagou-se pela Europa, tornando-se numa nova forma de inspiração de artistas impressionistas. Contudo, os intelectuais norte-americanos não compartilhavam a visão europeia, especialmente francesa, do ukiyo-e como forma suprema da arte japonesa, Por volta de 1872, o colecionador Philippe Burty foi o primeiro em dar nome à revolução artística que tinha lugar em torno de artistas que até mesmo dentro do Japão eram desconhecidos, ao definir o termo como "japonismo" em artigos publicados no jornal Renaissance litteraire artistique. Surgiu uma retrospetiva na arte japonesa na Exposição Universal de 1878, período durante o qual Hayashi Tadamasa, com Samuel Bing, tornou-se o principal distribuidor de arte japonesa na França e em toda a Europa.
Em 1871, Monet iniciou uma coleção de xilogravuras, chegando a contar com 231 obras de 36 artistas diferentes, entre os quais se encontravam Hokusai, Hiroshige e Utamaro. Da série Trinta e seis vistas do monte Fuji, ele contou com nove xilogravuras, incluindo A grande onda.
Henri Rivière, desenhista, gravador e aquarelista, bem como um dos principais impulsionadores de Le Chat Noir, foi um dos primeiros artistas em ser em grande modo influenciado pela obra de Hokusai, especialmente por A grande onda. Em 1902, ele publicou uma série de litografias intitulada As trinta e seis vistas da Torre Eiffel em homenagem ao seu trabalho. Colecionador de gravuras japonesas, comprou obras a Bing, a Hayashi e a Florine Langweil. Possuía, para além disso, um exemplar de A grande onda, o qual serviu de inspiração para duas séries de gravuras em madeira nas quais representou paisagens marinhas da Grã-Bretanha, lugar no qual morava então.
Claude Debussy, apaixonado pelo mar e as xilogravuras do Extremo Oriente, contava com uma cópia de A grande onda no seu estudo. A obra inspirou-o durante o seu trabalho para criar La Mer, e pediu que a imagem fosse posta na capa da partitura original de 1905.
É curioso ressaltar que a arte de Hokusai, sendo fortemente influenciada pela arte e as técnicas ocidentais, pela sua vez se tornasse numa fonte de rejuvenescimento da arte ocidental, através da admiração que lhe tinham artistas impressionistas e post-impressionistas.

## Exemplares no mundo
No mundo existem várias cópias deste trabalho. O Museu Metropolitano de Arte de Nova Iorque, o Museu Britânico em Londres, a coleção de Claude Monet em Giverny, França, a Galeria Sackler, o Museu Guimet e a Biblioteca Nacional de França são alguns dos lugares nos quais se conta com alguma das cópias para a sua exposição.
Algumas coleções privadas também contam com alguma cópia, como no caso da coleção Gale, nos Estados Unidos.
Foram os grandes colecionadores privados do século XIX os que deram nascimento às coleções de xilogravuras nos museus. Por exemplo, a cópia que se encontra no Museu Metropolitano provém da antiga coleção de Henry Osborne Havemeyer, exemplar que foi donado pela senhora Havemeyer em 1929. Do mesmo jeito, o exemplar da Biblioteca Nacional de França foi adquirido em 1888 da coleção de Samuel Bing. Quanto à cópia do Museu Guimet, esta provém do legado de Raymond Koechlin e encontra-se no museu desde 1932.
Atualmente, ainda é possível encontrar uma cópia original da obra. Um exemplar da coleção Huguette Berès foi licitado a 7 de março de 2003, atingindo a oferta de 23 000 €. As 46 xilogravuras da série Trinta e seis vistas do monte Fuji foram licitadas em Sotheby's em 2002 pela quantidade de 1 350 000 €.

### Diferenças entre as versões

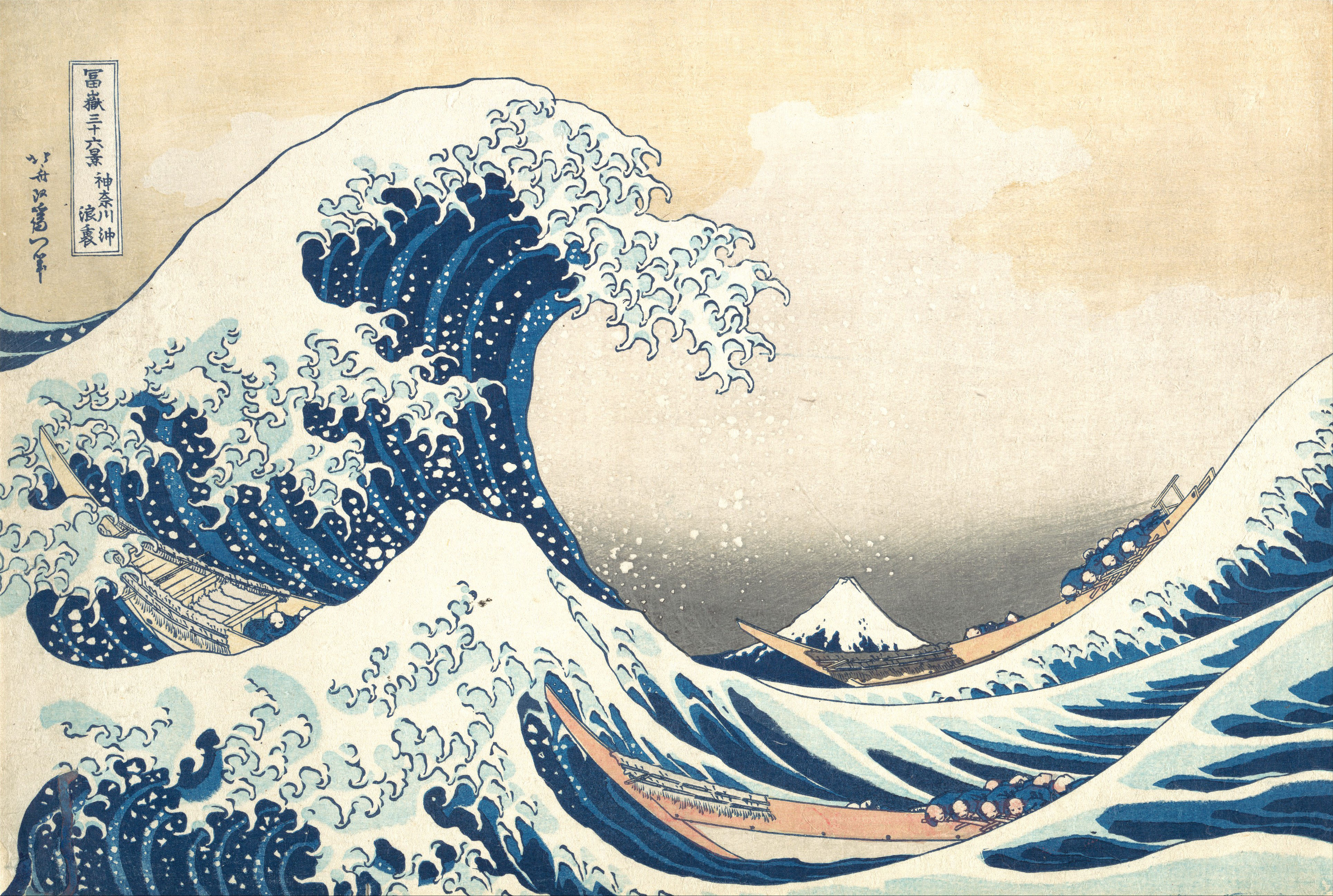
Versão da grande onda do Museu Metropolitano de Arte.

Ao ser a série um grande sucesso, fez que se continuassem fazendo cópias até as pranchas ficarem com um desgaste importante. É provável que das pranchas originais fossem feitas ao redor de 5000 cópias.
É possível determinar o grau de dano que tinham as pranchas ao momento de impressão de uma cópia determinada graças à análise de dois pontos característicos. O primeiro deles encontra-se logo detrás do barco da direita que aparece na imagem. Em casos de impressões com pranchas gastas, a linha não aparece contínua. O segundo ponto está no lado esquerdo do requadro da assinatura, no qual as linhas que o formam devem aparecer contínuas.
Outro aspecto a considerar é o estado de conservação das impressões, o qual pode ser observado facilmente de acordo à pigmentação do céu na parte superior. Gravuras com um bom grau de conservação, como é o caso da cópia que está no Museu Metropolitano, conservam a cor autêntica, na qual se observa um contraste marcado com as nuvens. Dado que muitas reproduções se perderam ao longo da história em guerras, tremores, incêndios e demais desastres naturais, existem poucas cópias com um bom estado de conservação e elaborados com as beiras das pranchas ainda afiadas.

## Na cultura popular
Devido à sua enorme popularidade e ao fato de a obra estar no domínio público, são numerosas as reproduções feitas de A grande onda de Kanagawa usadas em publicidade, arte ou objetos cotidianos. A seguir indicam-se as mais destacadas:
Referências culturais
- O logótipo da marca de roupa Quiksilver é claramente influenciado por A Onda.[69]
- Decoração de diversos produtos cotidianos como fundas de iPod.[70]
- Aparição como palco no videojogo para a consola Wii"Muramasa: The Demon Blade".[71]
- Protagonista de numerosos anúncios publicitários de marcas comerciais como Levi Strauss & Co., Orangina ou IBM.

Paródias e obras de arte
- O casal de artistas Kozyndan fizeram uma versão da obra intitulada "Uprising", cuja particularidade é que a crista da onda é formada por coelhos brancos.[72]
- Nana Shiomi, artista japonesa, criou um díptico de madeira formado por esta gravura de Hokusai e por um cão que joga com a onda, ao qual chamou "Hokusai's Wave - Happy Dog".[73]
- Numerosas esculturas foram feitam com o tema central de A Onda, como "Die Woge", de Tobias Stengel,[74] ou "Hokusai 20 ft.", de Jeffery Laudenslager.[75]
- Em 2003 a desenhista Hanae Mori usou a imagem da obra para a sua coleção de roupa.[50]

## Médios de comunicação
A grande onda foi motivo de programas especiais e documentários. Em francês está La menace suspendue: La Vague, documentário de 29 minutos de duração de 2000. Em inglês a BBC transmitiu um programa especial a 17 de abril de 2004 como parte da série Private Life Of A Masterpiece, além de a xilogravura ter sido escolhida para ser parte da série A History of the World in 100 Objects, que será produzida com o Museu Britânico. O quadro será o objeto número 93 e estará na emissão de 4 de setembro de 2010.